# Gerhard Stöck
Gerhard (Gerd) Stöck (Kaiserswalde, 28 juli 1911 — Hamburg, 29 maart 1985) was een Duitse atleet, die was gespecialiseerd in het speerwerpen. Hij werd olympisch kampioen en Duits kampioen in deze discipline. Hiernaast blonk hij uit in het kogelstoten en de meerkamp. Ook nam hij eenmaal deel aan de Olympische Spelen en won bij die gelegenheid twee medailles.

## Biografie
Gerhard Stöck was een veelzijdig atleet en behaalde bij de Duitse kampioenschappen diverse medailles bij het kogelstoten, speerwerpen en de meerkamp. In 1931 begon hij zich serieus toe te leggen op het speerwerpen. In 1933 won hij een zilveren medaille bij de Duitse kampioenschappen. In augustus 1935 wierp hij in Helsinki een Duits record van 73,96 m.
In 1936 vertegenwoordigde hij Duitsland bij het speerwerpen en kogelstoten op de Olympische Spelen van Berlijn. Op 2 augustus 1936 won hij bij het kogelstoten een bronzen medaille. Met een beste poging van 15,66 eindigde hij achter zijn landgenoot Hans Woellke (goud; 16,20) en de Fin Sulo Bärlund (zilver; 16,12). Vier dagen later nam hij deel aan het speerwerpen. Na zijn vierde poging lag hij op een vijfde plaats. Stock, die geïnspireerd was geraakt door de aankomst van Adolf Hitler en de vele joelende mensen, plantte de speer 73,96 ver en nam hiermee definitief de leiding. Niemand gooide nog verder en zodoende werd deze prestatie met olympisch goud beloond.
Op de Europese kampioenschappen atletiek 1938 in Parijs behaalde hij een zilveren medaille bij het kogelstoten. Bij het speerwerpen moest hij met 65,34 genoegen nemen met een zevende plaats. In datzelfde jaar werd hij Duits kampioen bij het speerwerpen. Dit was de enige Duitse titel die hij in zijn sportcarrière behaalde.
Tijdens de Tweede Wereldoorlog was Gerhard Stöck luitenant bij de Wehrmacht en was onder meer betrokken bij de Slag om Stalingrad. Na de Tweede Wereldoorlog behaalde hij nog een aantal medailles bij de Duitse kampioenschappen, maar geen spraakmakende prestaties meer bij internationale atletiekwedstrijden.
In zijn actieve tijd was Stöck aangesloten bij SC Charlottenburg en later bij Hamburger SV. Zijn dochter Jutta Stöck was in de jaren zestig een succesvol sprintster. Ze liep de 100 m in 11,5 s en won twee zilveren medailles bij de Europese kampioenschappen.

## Titels
- Olympisch kampioen speerwerpen - 1936
- Universitair kampioen speerwerpen - 1935
- Universitair kampioen vijfkamp - 1935
- Duits kampioen speerwerpen - 1938
- Duits kampioen tienkamp - 1935

## Persoonlijke records
| Onderdeel   | Prestatie | Datum            | Plaats   |
| ----------- | --------- | ---------------- | -------- |
| speerwerpen | 73,96 m   | 25 augustus 1935 | Helsinki |
| kogelstoten | 16,49 m   | 1939             |          |

## Palmares

### speerwerpen
- 1933:  Duitse kampioenschappen
- 1934:  Duitse kampioenschappen
- 1935:  Duitse kampioenschappen
- 1935:  International University Games - 67,80 m
- 1936:  Duitse kampioenschappen
- 1936:  OS - 71,84 m
- 1937:  Duitse kampioenschappen
- 1938:  Duitse kampioenschappen
- 1938: 7e EK - 65,34 m
- 1939:  Duitse kampioenschappen
- 1946:  Duitse kampioenschappen
- 1947:  Duitse kampioenschappen

### kogelstoten
- 1935:  Duitse kampioenschappen
- 1935:  International University Games - 14,44 m
- 1936:  Duitse kampioenschappen
- 1936:  OS - 15,66 m
- 1938:  Duitse kampioenschappen
- 1938:  EK - 15,59 m
- 1939:  International University Games - 16,33 m
- 1946:  Duitse kampioenschappen
- 1947:  Duitse kampioenschappen

### vijfkamp
- 1935:  International University Games - 3669 p

### tienkamp
- 1935:  Duitse kampioenschappen

## Wereldranglijst
| Jaar | Speerwerpen | Kogelstoten |
| ---- | ----------- | ----------- |
| 1933 | 5e 68,70 m  | -           |
| 1934 | 5e 69,85 m  | -           |
| 1935 | 2e 73,96 m  | -           |
| 1937 | 3e 73,37 m  | -           |
| 1938 | -           | 4e 16,05 m  |
| 1939 | -           | 3e 16,49 m  |

1908: Eric Lemming ·
1912: Eric Lemming ·
1920: Jonni Myyrä ·
1924: Jonni Myyrä ·
1928: Erik Lundqvist ·
1932: Matti Järvinen ·
1936: Gerhard Stöck ·
1948: Tapio Rautavaara ·
1952: Cyrus Young ·
1956: Egil Danielsen ·
1960: Viktor Tsyboelenko ·
1964: Pauli Nevala ·
1968: Jānis Lūsis ·
1972: Klaus Wolfermann ·
1976: Miklós Németh ·
1980: Dainis Kūla ·
1984: Arto Härkönen ·
1988: Tapio Korjus ·
1992: Jan Železný ·
1996: Jan Železný ·
2000: Jan Železný ·
2004: Andreas Thorkildsen ·
2008: Andreas Thorkildsen ·
2012: Keshorn Walcott ·
2016: Thomas Röhler ·
2020: Neeraj Chopra ·
2024: Arshad Nadeem
- Gemeinsame Normdatei: 1024398110
- Virtual International Authority File: 254006650